# Ложки (музичний інструмент)

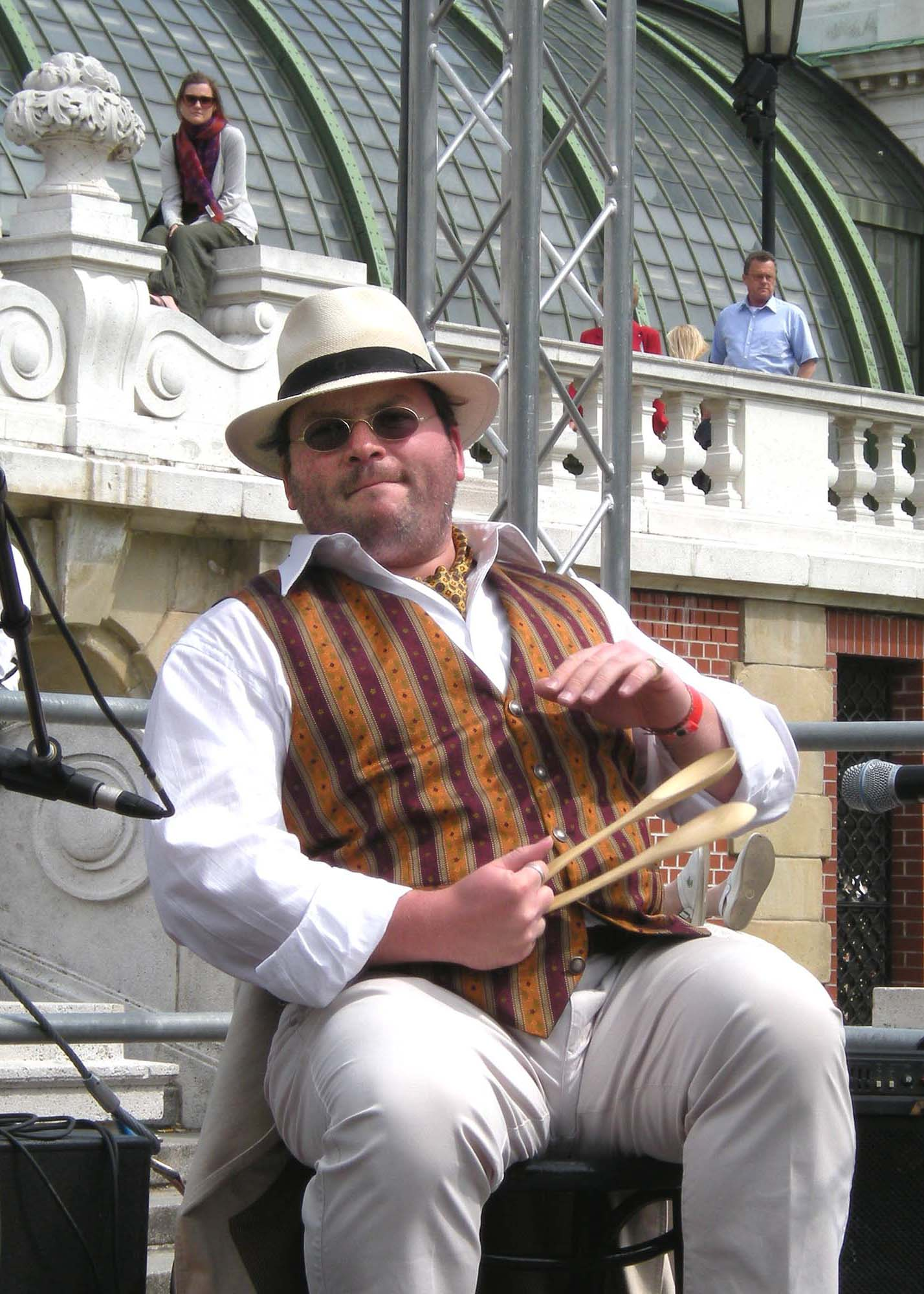

Дерев'яні ложки — ударний музичний інструмент у слов'янській культурі. Ігровий комплект складають від 3 до 5 ложок поварьошек, з яких одна велика. Велику ложку затискають за рукоятку в халяву чобота, інші тримають між пальцями однієї або обох рук . Звук створюється шляхом удару одна об одну опуклих боків черпаків. Тембр звуку залежить від способу звуковидобування. У Білорусі при грі традиційно використовуються тільки дві ложки .
Зазвичай один виконавець використовує три ложки, дві з яких закладаються між пальцями лівої руки, а третя береться в праву. Удари здійснюються третьою ложкою по двом ложкам в лівій руці. Зазвичай для зручності удари здійснюються на руці або коліні. Іноді до ложок підвішують дзвіночки . Перша згадка про ложках в 1259 році.
Крім того, ложки широко використовуються в американській фолк-музиці і менестрель-шоу. Данкан Кемпбелл з UB40 є професійним музикантом-ложкарем у Великій Британії. Британський артрок-урт Caravan на своїх виступах використовує електричні ложки (ложки, забезпечені пристроєм електричного посилення звуку), на яких грає Джефф Річардсон.